# Сліди пилових вихорів

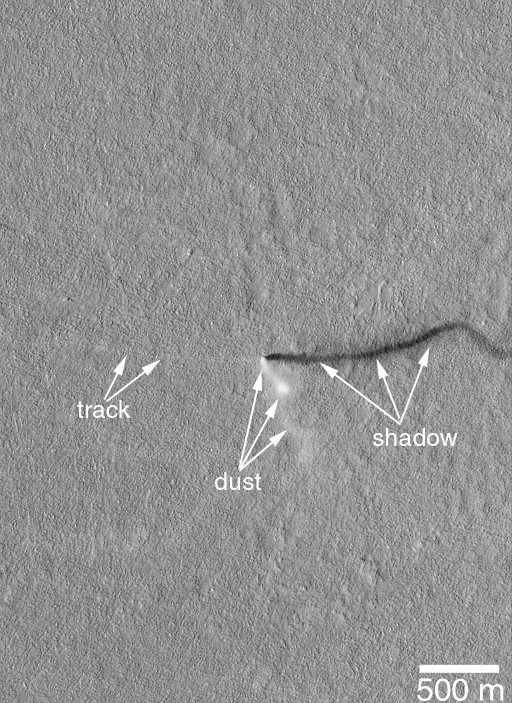
Марсіанський пиловий вихор — Amazonis Planitia (10 квітня, 2001) (інший знімок) (відео (02:19)).

У багатьох місцевостях Марса відбуваються проходження гігантських пилових вихорів. Тонке покриття із дрібнозернистого яскравого пилу встеляє більшість марсіанської поверхні. І коли певною місцевістю мчить такий пиловий вихор, він змітає пилове покриття, у такий спосіб відкриваючи заховану під ним темну скелясту поверхню, яка за декілька тижнів відновлює своє початкове яскраве забарвлення — або внаслідок повторного покриття пилом, яке відбувається під дією вітру, або внаслідок якоїсь форми окиснення, яке відбувається під впливом сонячного світла та повітря. Пилові вихори утворюються тоді, коли сонце нагріває повітря при плоскій, сухій поверхні. Тепле повітря тоді швидко піднімається крізь товщу холоднішого, водночас обертаючись в процесі підіймання. Такі обертальні висхідні потоки повітря можуть підхоплювати з поверхні пилюку та пісок, і в результаті залишати по собі стежку очищеної скельної породи.
Такі пилові вихори неодноразово спостерігались як з поверхні (марсоходи та «лендери»), так і з висоти орбіти (орбітальні апарати). Вони навіть змітали пилюку із сонячних панелей двох планетоходів на Марсі, у такий спосіб значно підвищуючи їхній робочий потенціал. Було спостережено, що візерунок слідів змінюється щонайменше кожних кілька місяців. Дослідження, заради проведення яких були поєднані дані, отримані із орбітальних камер High Resolution Stereo Camera (HRSC) та Mars Orbiter Camera (MOC), виявили, що деякі великі пилові вихори на Марсі у діаметрі досягають навіть до 700 метрів, а їх тривалість становить щонайменше 26 хвилин.

## Галерея
| |
| Центральна ділянка кратера Міланкович, знімок виконаний HiRISE. На знімку видно темні дюни, чіткі сліди пилових вихорів, а також валуни (дрібні яскраві цятки). |

|                                                                              |
| Візерунок великих та малих слідів, залишених гігантськими пиловими вихорами. |

| |
| Зміни, спричинені пиловими вихорами на території кратера Расселл у квадранглі Noachis, знімки виконані HiRISE. На фото видно зміни, які відбулися із візерунками слідів пилових вихорів всього лиш за 3 місяці. |

| |
| Знімок із апарата Mars Global Surveyor, на якому помітні сліди пилових вихорів на території кратера Кеплер. |